# 清河県
清河県（せいか-けん）は、中華人民共和国河北省邢台市に位置する県。

## 歴史
前漢の文帝の后妃である竇猗房（孝文竇皇后）の祖籍地である。556年（天保7年）に北斉により設置された武城県を前身とする。586年（開皇6年）に隋により清河県と改称された。1958年に廃止され、南宮県に編入されたが、1961年に再設置され、現在に至る。
『水滸伝』では武松の故郷とされ、武松の兄嫁である潘金蓮とその間男の西門慶の住む町でもある。潘金蓮と西門慶を主役とする『金瓶梅』では、清河県が主な舞台となっている。

## 行政区画
- 鎮:葛仙荘鎮、連荘鎮、油坊鎮、謝炉鎮、王官荘鎮、壩営鎮